# IC 3015
IC 3015 ist eine Spiralgalaxie vom Hubble-Typ Sbc mit ausgedehnten Sternentstehungsgebieten im Sternbild Hydra südlich der Ekliptik. Sie ist schätzungsweise 83 Millionen Lichtjahre von der Milchstraße entfernt und hat einen Durchmesser von etwa 75.000 Lichtjahren. Die Galaxie gilt als Mitglied der IC 764-Gruppe (LGG 271).
Das Objekt wurde am 31. Januar 1898 von Lewis Swift entdeckt.